# Paul Brickhill
Paul Chester Jerome Brickhill (ur. 20 grudnia 1916 w Melbourne, zm. 23 kwietnia 1991 w Sydney) – australijski pisarz. 

## Życiorys
Jego rodzicami byli George Russell Brickhill, dziennikarz, i jego żona Izitella Victoria z domu Bradshaw. Ukończył North Sydney Boys' High School. Do wybuchu II wojny światowej pracował jako dziennikarz. Po wybuchu II wojny światowej służył w australijskich siłach RAF. W 1943 roku został zestrzelony nad Tunezją i został wzięty do niemieckiej niewoli. Uczestniczył w wielkiej ucieczce z obozu Stalag Luft III. 
W 1950 roku napisał książkę The Great Escape na temat ucieczki z obozu jenieckiego. Na jej podstawie powstał w 1963 film Wielka ucieczka w reżyserii Johna Sturgesa.

## Książki
- Reach for the Sky
- The Dam Busters
- The Great Escape